# Zeina
La zeina è una proteina appartenente al gruppo della prolammine, contenuta nei semi dei cereali e in particolare nel mais.

## Composizione amminoacidica
Contiene approssimativamente 8,3% di alanina, 1,8% di arginina, 4,5% di asparagina, 0,8% di cisteina, 1,5% di acido glutammico, 21,4% di glutammina, 0,7% di glicina, 1,1% di istidina, 6,2% di isoleucina, 19,3% di leucina, 2% di metionina, 6,8% di fenilalanina, 9% di prolina, 5,7% di serina, 2,7% di treonina, 5,1% di tirosina, 3,1% di valina. Non contiene lisina e triptofano.

## Impieghi
La zeina è una delle proteine vegetali meglio comprese e ha numerosi utilizzi nel campo industriale e alimentare.